# 대전문지중학교
대전문지중학교(大田文旨中學校)는 대한민국 대전광역시 유성구 전민동에 있는 공립 중학교이다.

## 학교 연혁
- 1998년 2월 16일 : 대전문지중학교 설립 인가(24학급)
- 1998년 3월 1일 : 초대 박재서 교장 취임
- 1998년 3월 5일 : 개교 및 입학식
- 2001년 2월 9일 : 제1회 졸업식 225명
- 2023년 9월 1일 : 제11대 박미혜 교장 취임
- 2024년 2월 23일 : 제24회 졸업식 56명 졸업(총 졸업생 4,890명)
- 2024년 3월 4일 : 제27회 입학식(입학생 80명)

## 참고 자료
- 대전문지중학교 - 한국교육학술정보원 학교알리미